# Institut National Supérieur des Arts du Spectacle et des techniques de diffusion
Het Institut national supérieur des arts du spectacle et des techniques de diffusion (afgekort tot INSAS) is een school van de Franse Gemeenschap gelegen te Brussel. Het Rits werd als tegenhanger opgericht. Men doceert er technieken voor theater, film, radio en televisie. 
De school werd gesticht in 1962 door Raymond Ravar, André Delvaux en Paul Anrieu.

## Bekende studenten[2]
- Chantal Akerman
- Jan Bucquoy
- Ivan Goldschmidt (1984)
- Claude Lombard
- Benoît Mariage (1987)
- Jacqueline Pierreux (1966)
- Jaco Van Dormael
- Marc-Henri Wajnberg
- Yoann Blanc[3]